# Maria Carta
Maria Carta (Siligo, Sassari, 24 de junio de 1934 - Roma, 22 de septiembre de 1994) fue una cantante y cantautora Sarda de música tradicional sarda que consiguió difundir este tipo de música fuera de Cerdeña. Participó además en varias películas y publicó el poemario Canto rituale en 1975.
Desde el principio de los años 70 y a lo largo de su carrera, Maria Carta ha cantado todos los géneros de la música tradicional sarda. Principalmente el cantu a chiterra (canto con guitarra), el repertorio popular de los gosos, las nanas y la tradición religiosa de los cantos gregorianos sardos, etc, a veces actualizándolos con arreglos modernos y personales.
En 1985 ganó el galardón Targa Tenco por la categoría de música dialectal.

## Discografía
- 1971 Sardegna canta
- 1971 Ninna nanna / Muttos de amore
- 1971 Adiu a mama / Antoneddu Antoneddu
- 1971 Trallallera corsicana / La ragazza moderna
- 1971 Paradiso in Re
- 1973 Nuovo maggio/ Funerale di un lavoratore
- 1974 Dilliriende
- 1974 Amore disisperadu / Ave Maria
- 1974 Dies Irae
- 1975 Diglielo al tuo Dio / Nuovo maggio
- 1975 Maria Carta
- 1976 Vi canto una storia assai vera
- 1976 La voce e i canti di Maria Carta vol.1
- 1976 La voce e i canti di Maria Carta vol. 2
- 1978 No potho reposare / Ballada ogliastrina / Muttettu
- 1978 Umbras
- 1980 Haidiridiridiridiridinni
- 1984 Maria Carta concerto dal vivo

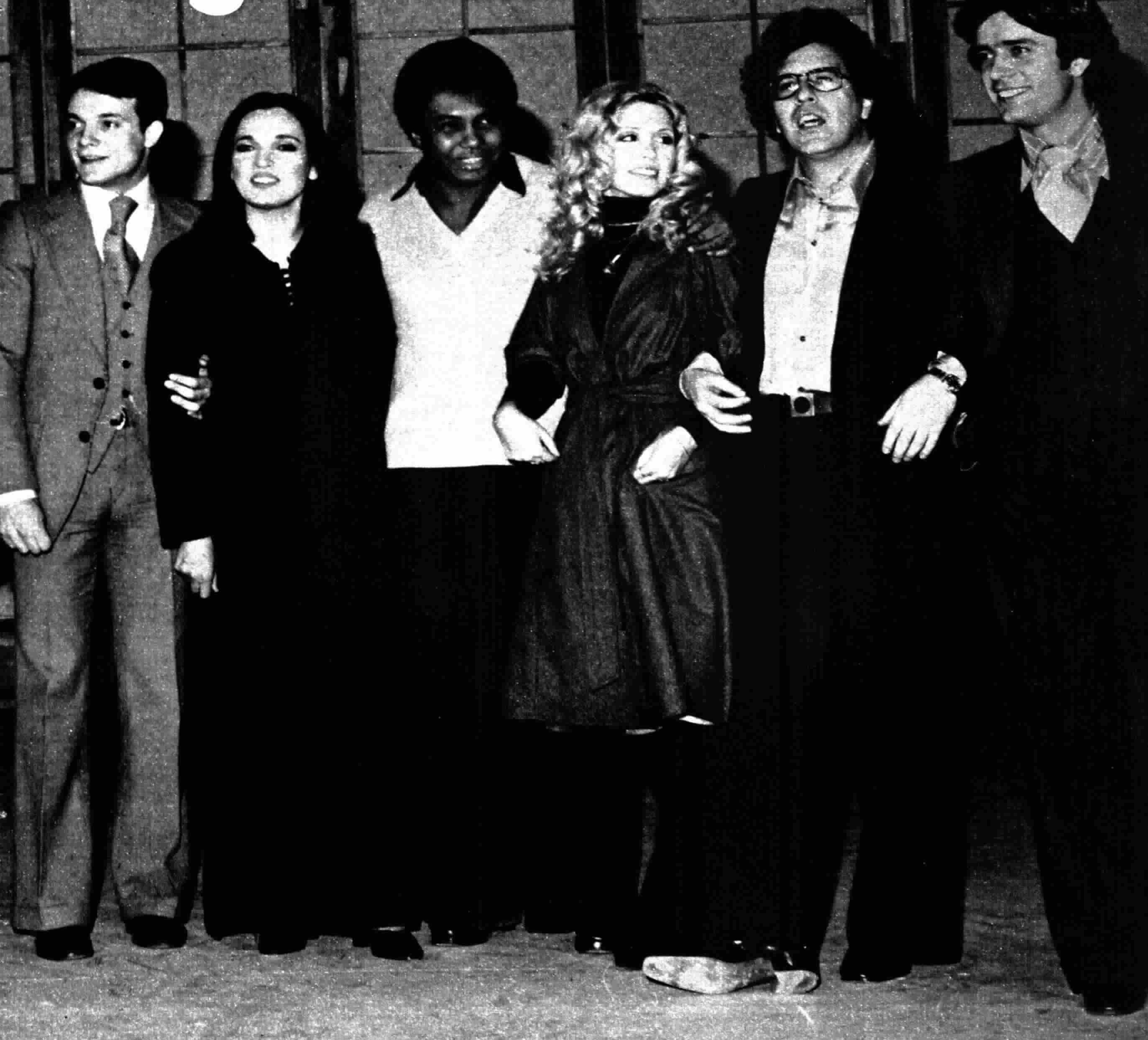
Foto publicada en la revista de la RAI Radiocorriere: Massimo Ranieri, Maria Carta, Wess & Dori Ghezzi, Peppino di Capri y Gianni Nazzaro posando en la final de la edición de 1974 de la serie televisiva festival Canzonissima. Maria Carta se presentaba con Amore disisperadu.

- 1981 Sonos ‘e memoria
- 1984 Sonos ‘e memoria
- 1992 Chelu e mare
- 1993 Le memorie della musica
- 1993 Muttos ‘e amore
- 1993 Trallallera
- 2002 Sardegna canta

## Filmografía
- 1969 Disamistade (de Gianfranco Cabiddu)
- 1976 Gesù di Nazaret (de Franco Zeffirelli)
- 1976 El Padrino II (de Francis Ford Coppola)
- 1976 Cecilia - Storia di una comune anarchica (de Jean-Louis Comolli)
- 1977 Cadaveri eccellenti (de Francesco Rosi)
- 1980 Un reietto delle isole (de Giorgio Moser)
- 1986 Il camorrista (El profesor) (de Giuseppe Tornatore)
- 1992 Il commissario Corso (telefilme)